# Пояснення
Пояснення — це набір тверджень, зазвичай побудованих для опису набору фактів, який пояснює причини, контекст і наслідки цих фактів. Цей опис фактів може встановлювати правила або закони і може пояснювати чинні правила або закони щодо будь-яких досліджуваних об'єктів чи явищ тощо. Компоненти пояснення можуть бути неявними і переплітатися один з одним.
Пояснення часто лежить в основі розуміння або норми, які можуть бути представлені різними засобами масової інформації, такими як: музика, текст та графіка. Таким чином, пояснення можна тлумачити та обговорювати.
У науковому дослідженні пояснення є однією з декількох цілей емпіричного дослідження. Пояснення — це спосіб розкрити нові знання та повідомити про взаємозв'язки між різними аспектами досліджуваних явищ. Пояснення намагається відповісти на питання «чому» і «як». Пояснення мають різноманітні пояснювальні сили. Формальна гіпотеза — це теоретичний інструмент, який використовується для перевірки пояснення в емпіричних дослідженнях.

## Аргументи
У той час як аргументи намагаються показати, що щось є, або має бути, пояснення намагаються показати, чому або як, щось є чи буде. Якщо Фред і Джо звертаються до питання про те, чи є у кота Фреда блохи, Джо може заявити: «Фред, у твого кота є блохи. Зверніть увагу, що кіт свербить прямо зараз». Джо привів аргумент, що у кота є блохи. Однак, якщо Фред і Джо згодні з тим, що у кота є блохи, тоді вони можуть додатково поставити під сумнів, чому це так, і висунути таке пояснення: «Причина, по якій у кота є блохи, полягає у тому, що погода була вологою». Різниця в тому, що спроба полягає не в тому, щоб вирішити, чи правдиве твердження, а для того, щоб показати чому це так.
У цьому сенсі аргументи спрямовані на те, щоб сприяти знанням, тоді як пояснення спрямовані на те, щоб сприяти розумінню.
Аргументи та пояснення багато в чому нагадують один одного при вживанні у риториці. Це є причиною багатьох труднощів у критичному осмисленні висловлювань. Є кілька причин для цих труднощів, як-от:
- Люди часто самі не розуміють, чи сперечаються вони, чи пояснюють щось.
- Одні й ті ж типи слів і словосполучень використовуються у поданні пояснень і аргументів.
- В аргументах часто використовуються терміни «пояснювати» або «пояснення» тощо.
- Пояснення часто використовуються в аргументах і представлені таким чином, щоб служити аргументами.

## Обґрунтування
Основна стаття: Теорія обґрунтування
Обґрунтування — це причина того, що хтось належним чином дотримується віри, пояснення того, чому віра істинна, або пояснення того, як людина знає те, що знає.  Так само як аргументи та пояснення можуть плутатися один з одним, як і пояснення та обґрунтування. Твердження, які є обґрунтуванням певної дії, приймають форму аргументів. Наприклад, спроби обґрунтувати крадіжку зазвичай пояснюють мотиви (наприклад, нагодувати сім'ю, що голодує).
Важливо усвідомлювати, коли пояснення не є обґрунтуванням. Кримінальний психолог може запропонувати пояснення поведінки підозрюваного (наприклад, людина втратила роботу, людину виселили тощо). Такі заяви можуть допомогти нам зрозуміти, чому людина вчинила злочин, однак некритичний слухач може вважати, що оратор намагається викликати співчуття до людини та її дій. З цього не випливає, що особа, яка пропонує пояснення, відчуває якесь співчуття до пояснюваних поглядів або дій. Це важлива відмінність, тому що ми повинні вміти розуміти і пояснювати жахливі події та поведінку, намагаючись перешкодити їм чи запобігти.

## Типи пояснень
Існує безліч різноманітних подій, об'єктів і фактів, які вимагають пояснення. Так само, існує багато різних типів пояснень. Арістотель визнавав щонайменше чотири типи пояснень. До інших типів пояснень належать: дедуктивно-номологічний, функціональний, історичний, психологічний, редуктивний, телеологічний, а також методологічне пояснення.

## Метапояснення
Поняття метапояснення є важливим у поведінкових сценаріях, в яких залучені конфліктуючі агенти. У цих сценаріях неявний або явний конфлікт може бути викликаний суперечливими інтересами агентів, які повідомляються в їх поясненнях того, чому вони поводилися певним чином, через незнання ситуації або через суміш пояснень безлічі факторів. У багатьох випадках для оцінки правдоподібності пояснень необхідно проаналізувати два наступні компоненти та їх взаємозв'язки:
1) пояснення на фактичному об'єктному рівні (саме пояснення);
2) пояснення на вищому рівні (метапояснення).
Порівняльний аналіз обох ролей проводиться для оцінки правдоподібності того, як агенти пояснюють сценарії своєї взаємодії. Пояснення на рівні об'єкта оцінює правдоподібність окремих тверджень, використовуючи традиційний підхід дообробки аргументативної структури діалогу. Метапояснення пов'язує структуру поточного сценарію з раніше вивченими сценаріями мультиагентної взаємодії. Сценарна структура містить комунікативні дії агентів та аргументацію відносин між суб'єктами цих дій. Дані для об'єктного рівня, так і для метапояснення можуть бути визначенні візуально, і правдоподібність того, як поведінка агента в сценарії може бути візуально пояснена. Метапояснення у вигляді машинного навчання сценарній структурі може бути доповнено традиційним поясненням, шляхом знаходження аргументів у вигляді аналізу непереконливості окремих тверджень, щоб підвищити точність оцінки правдоподібності.
Співвідношення між об'єктним рівнем та метапоясненням можна визначити як відносну точність оцінки правдоподібності, засновану на першому та другому джерелах. Потім групи сценаріїв можуть бути згруповані на основі цього співвідношення; отже, таке співвідношення є важливим параметром людської поведінки, пов'язаних поясненням чого-небудь іншим людям.